# Ланге, Отто

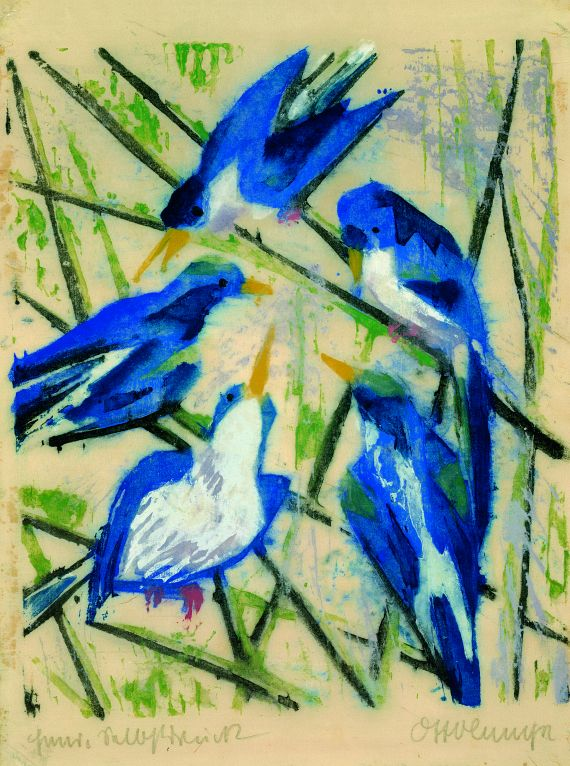
Голубые птицы. Цветная гравюра на дереве, 1916.

Отто Ланге (нем. Otto Lange; 29 октября 1879, Дрезден, Германская империя — 19 декабря 1944) — немецкий художник-экспрессионист и график.

## Биография
Первоначально учился на декоратора, затем поступил в Школу декоративно-прикладного искусства в Дрездене, продолжил образование студентом Дрезденской академии изобразительных искусств (Дрезден). Ученик Отто Гусмана.
Учился также в Школе прикладного искусства в Бромберге (1915—1919).
С 1919 года жил и работал в Дрездене, был членом арт-группы художников-экспрессионистов «Дрезденский Сецессион» и «Ноябрьской группы».
В 1925 году назначен преподавателем живописи Государственного художественного училища текстильной промышленности Плауэн (Фогтланд), которым руководил Карлом Ханушем.
В 1926 году расписал Лютеранскую церковь в Эллефельде.
После прихода национал-социалистов к власти в Германии в 1933 году, был уволен с работы. Выполнял разовые художественные заказы в Дрездене.

В 1937 году две его работы были сняты с Берлинской выставки и демонстрировались в экспозиции «Дегенеративное искусство». В преддверии Второй мировой войны" «художнику-вырожденцу» О. Ланге не удалось добиться большого успеха, хотя его работы высоко ценились уже в 1920-х годах.
О. Ланге оставил целый ряд графических работ, сюжетами которых были начиная с религиозно-сакральных портретов до натюрмортов и книжных иллюстраций. В отличие от других экспрессионистов, Ланге, в основном, работал в сложной технике высокой цветной печати.

## Избранные работы

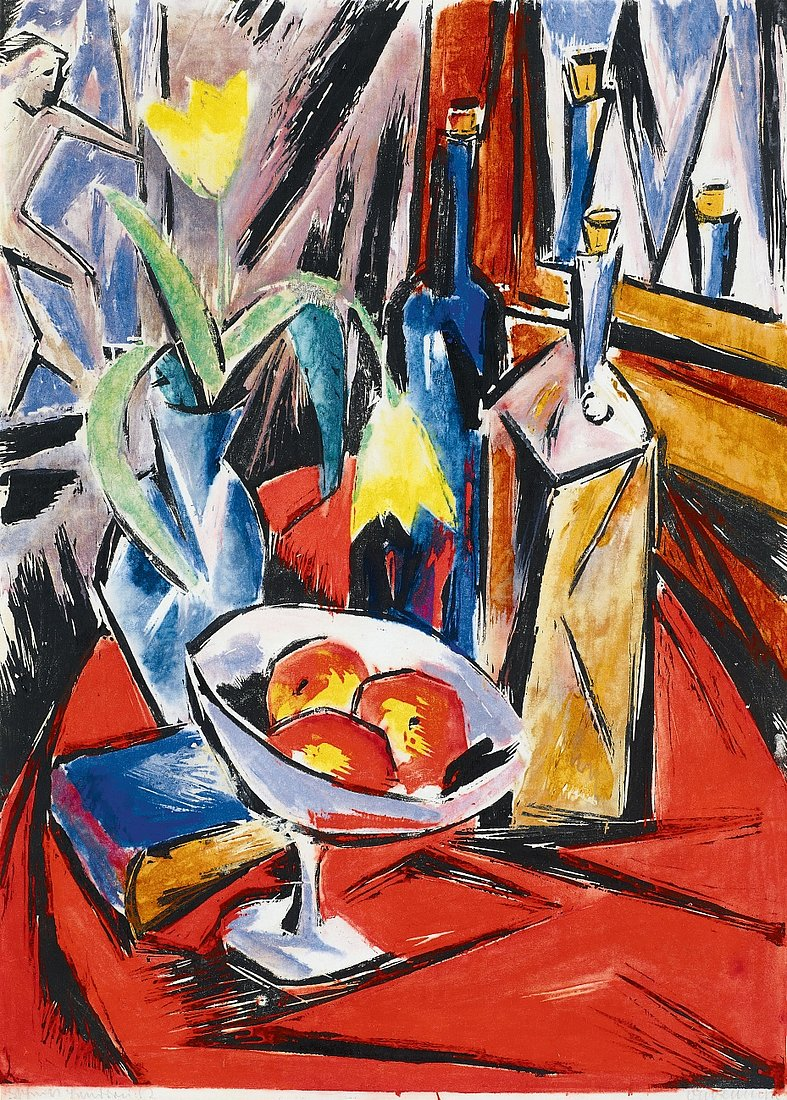
Натюрморт с красной скатерти. Цветная гравюра на дереве, 1916.
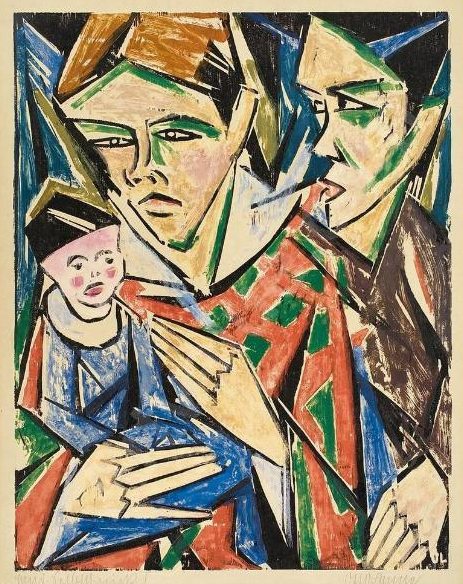
Девушка с куклой, 1917
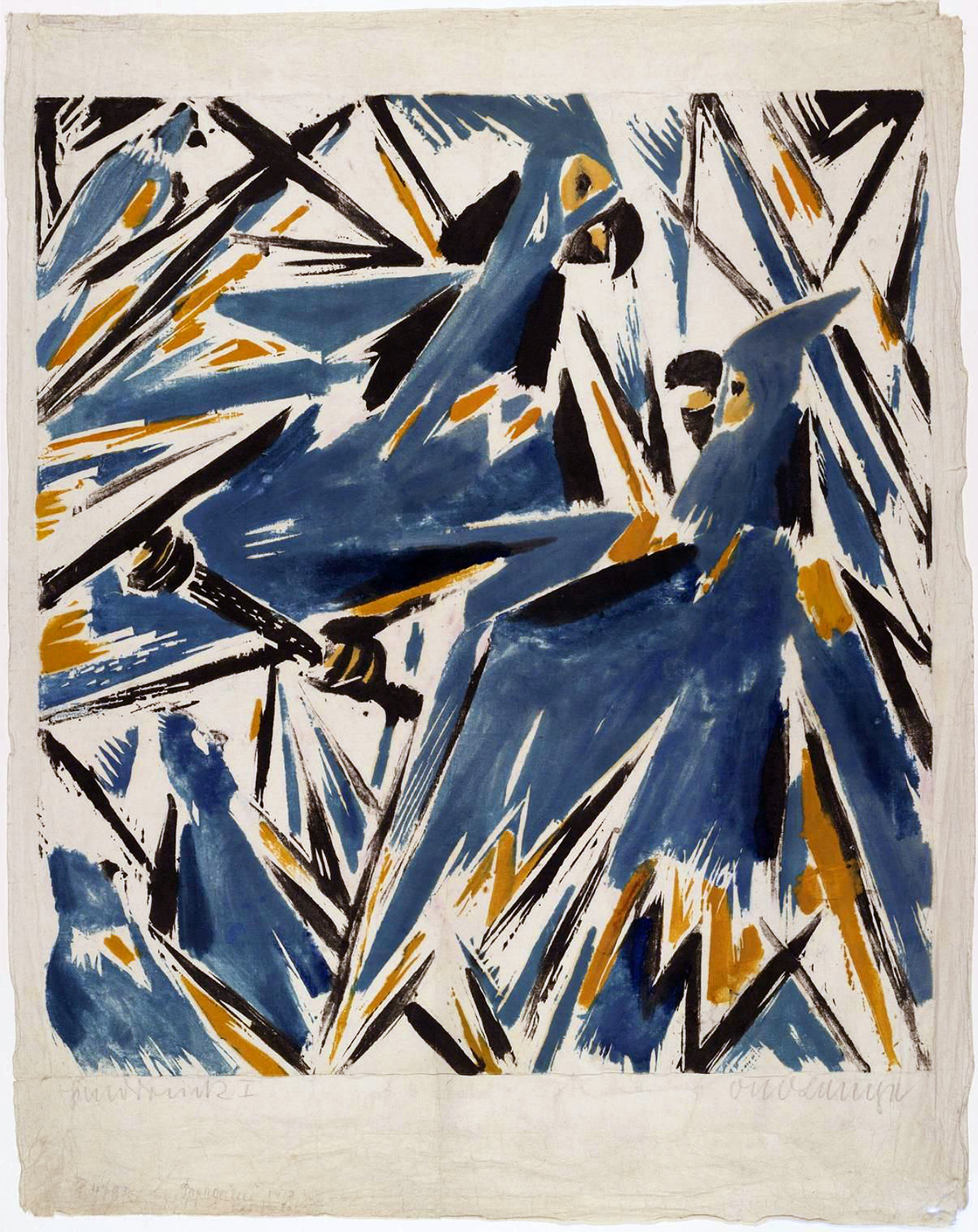
Попугаи. Цветная гравюра на дереве, 1917.
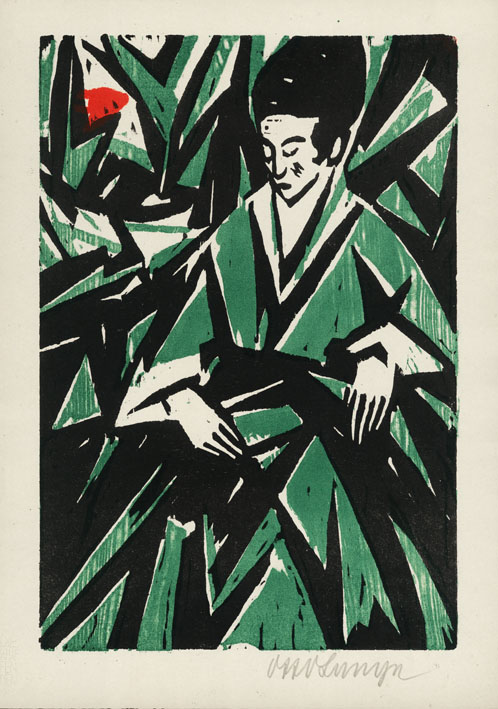
Дама в зелёном. Цветная гравюра на дереве, 1918.